# Clover (telescopio)
Clover sarebbe stato un esperimento per misurare la polarizzazione della radiazione cosmica di fondo. È stato approvato per il finanziamento alla fine del 2004, con l'obiettivo di rendere operativo l'intero telescopio entro il 2009. Il progetto è stato gestito congiuntamente dall'Università di Cardiff, dall'Università di Oxford, dal Cavendish Astrophysics Group e dall'Università di Manchester.

## Storia
Il progetto Clover doveva consistere in due telescopi indipendenti, uno operante a 95 GHz e l'altro operante sia a 150 che a 225 GHz. Entrambi i telescopi dovevano essere posizionati vicino al sito CBI nel deserto di Atacama, in Cile.
Lo scopo dell'esperimento era misurare la polarizzazione B-mode della radiazione cosmica di fondo. Ciò avrebbe consentito la rilevazione delle onde gravitazionali primordiali nell'universo fintanto che il rapporto tra le perturbazioni scalari (causate dalle fluttuazioni di densità nell'universo primordiale) e le perturbazioni tensoriali causate dalle onde gravitazionali fosse maggiore di {\displaystyle r=0.01}.
Clover è stato cancellato nel marzo 2009 poiché il Science and Technology Facilities Council (STFC) non era in grado di fornire i fondi aggiuntivi richiesti di 2,55 milioni di sterline per completare il progetto.